# Alexain
Alexain est une commune française, située dans le département de la Mayenne en région Pays de la Loire et fait partie de l'intercommunalité de Mayenne Communauté.
La commune fait partie de la province historique du Maine, et se situe dans le Bas-Maine.
Alexain fait aussi partie des 87 communes françaises ayant une exclave.
En 2022, la commune comptait 612 habitants et était la 116e commune la plus peuplée en Mayenne.

## Géographie
Le territoire de la commune se trouve séparé en deux parties distinctes et égales (entre ces deux parties se situe Saint-Germain-d'Anxure). Elle est située à 140 mètres d'altitude, à 20 kilomètres de Laval et 14 kilomètres de Mayenne.
On y dénombrait 612 habitants au dernier recensement contre 546 en 1726, 1093 en 1831, 937 en 1881 et 710 en 1902. Son territoire recouvre une superficie de 1 624 ha.
Le bourg est implanté sur le côté est, l'autre partie appelée Grand Quartier et le hameau du Montgiroux sont à l'ouest sur la Mayenne. Ils se prolongent, au nord-ouest, par les massifs qui supportent la forêt de Mayenne et culminent à 180 voire 200 mètres d'altitude. Cette partie est arrosée par la Mayenne et cernée, sur deux côtés, par la tumultueuse Anxure. Les communes voisines de Saint-Germain-d'Anxure et de Contest se rejoignent là, dans l'intervalle restant libre, entre le canton du bourg et le Grand-Quartier. Les habitants de ce quartier ne peuvent se rendre à leur clocher qu'en passant par le bourg voisin.
La commune est aussi séparée de Martigné-sur-Mayenne par le cours d'eau de la Mayenne, une rivière qui prend sa source en limite ornaise puis descend vers la Loire au sud. Ce cours d'eau traverse le département du nord jusqu'au sud. C'est sur ce cours d'eau que le halage de la Mayenne a été construit, permettant de relier le hameau de Mongiroux à Laval et à Mayenne en vélo.
Vers la fin du XVIIe siècle, ce territoire comptait quinze métairies. Miroménil y dénombrait « 40 journaux de bois », propriété des seigneurs de la Feuillée. Les prairies fournissaient « 300 charretées de foin », quant au reste, des terres médiocres, elles produisaient du seigle, de l'avoine et du sarrasin. En 1777, Le Paige notait la culture du seigle, du froment, de l'orge et du « carabin ». De nos jours, la commune est entourée de pâturages : ses agriculteurs s'adonnent à la pratique de la polyculture et élèvent des bovins et des porcins.

### Communes limitrophes
| La Bigottière, Placé | Placé                                 | Placé                  |
| La Bigottière        | Alexain (partie du bourg)             | Saint-Germain-d'Anxure |
| La Bigottière        | Saint-Germain-d'Anxure, La Bigottière | Saint-Germain-d'Anxure |

| Saint-Germain-d'Anxure, Contest | Contest                  | Contest              |
| Saint-Germain-d'Anxure          | Alexain (Grand-Quartier) | Martigné-sur-Mayenne |
| Saint-Germain-d'Anxure          | Saint-Germain-d'Anxure   | Martigné-sur-Mayenne |

### Climat
Pour des articles plus généraux, voir Climat des Pays de la Loire et Climat de la Mayenne.
En 2010, le climat de la commune est de type climat océanique altéré, selon une étude du CNRS s'appuyant sur une série de données couvrant la période 1971-2000. En 2020, Météo-France publie une typologie des climats de la France métropolitaine dans laquelle la commune est exposée à un climat océanique et est dans la région climatique Moyenne vallée de la Loire, caractérisée par une bonne insolation (1 850 h/an) et un été peu pluvieux.
Pour la période 1971-2000, la température annuelle moyenne est de 11 °C, avec une amplitude thermique annuelle de 13,6 °C. Le cumul annuel moyen de précipitations est de 807 mm, avec 12,8 jours de précipitations en janvier et 7,4 jours en juillet. Pour la période 1991-2020, la température moyenne annuelle observée sur la station météorologique de Météo-France la plus proche, sur la commune de Chailland à 8 km à vol d'oiseau, est de 11,5 °C et le cumul annuel moyen de précipitations est de 859,5 mm,. Pour l'avenir, les paramètres climatiques de la commune estimés pour 2050 selon différents scénarios d'émission de gaz à effet de serre sont consultables sur un site dédié publié par Météo-France en novembre 2022.

## Urbanisme

### Typologie
Au 1er janvier 2024, Alexain est catégorisée commune rurale à habitat dispersé, selon la nouvelle grille communale de densité à sept niveaux définie par l'Insee en 2022.
Elle est située hors unité urbaine. Par ailleurs la commune fait partie de l'aire d'attraction de Mayenne, dont elle est une commune de la couronne,. Cette aire, qui regroupe 27 communes, est catégorisée dans les aires de moins de 50 000 habitants,.

### Occupation des sols
L'occupation des sols de la commune, telle qu'elle ressort de la base de données européenne d’occupation biophysique des sols Corine Land Cover (CLC), est marquée par l'importance des territoires agricoles (96,8 % en 2018), en diminution par rapport à 1990 (98,6 %). La répartition détaillée en 2018 est la suivante : 
terres arables (55,9 %), prairies (40,3 %), zones urbanisées (1,9 %), forêts (1,3 %), zones agricoles hétérogènes (0,6 %). L'évolution de l’occupation des sols de la commune et de ses infrastructures peut être observée sur les différentes représentations cartographiques du territoire : la carte de Cassini (XVIIIe siècle), la carte d'état-major (1820-1866) et les cartes ou photos aériennes de l'IGN pour la période actuelle (1950 à aujourd'hui).

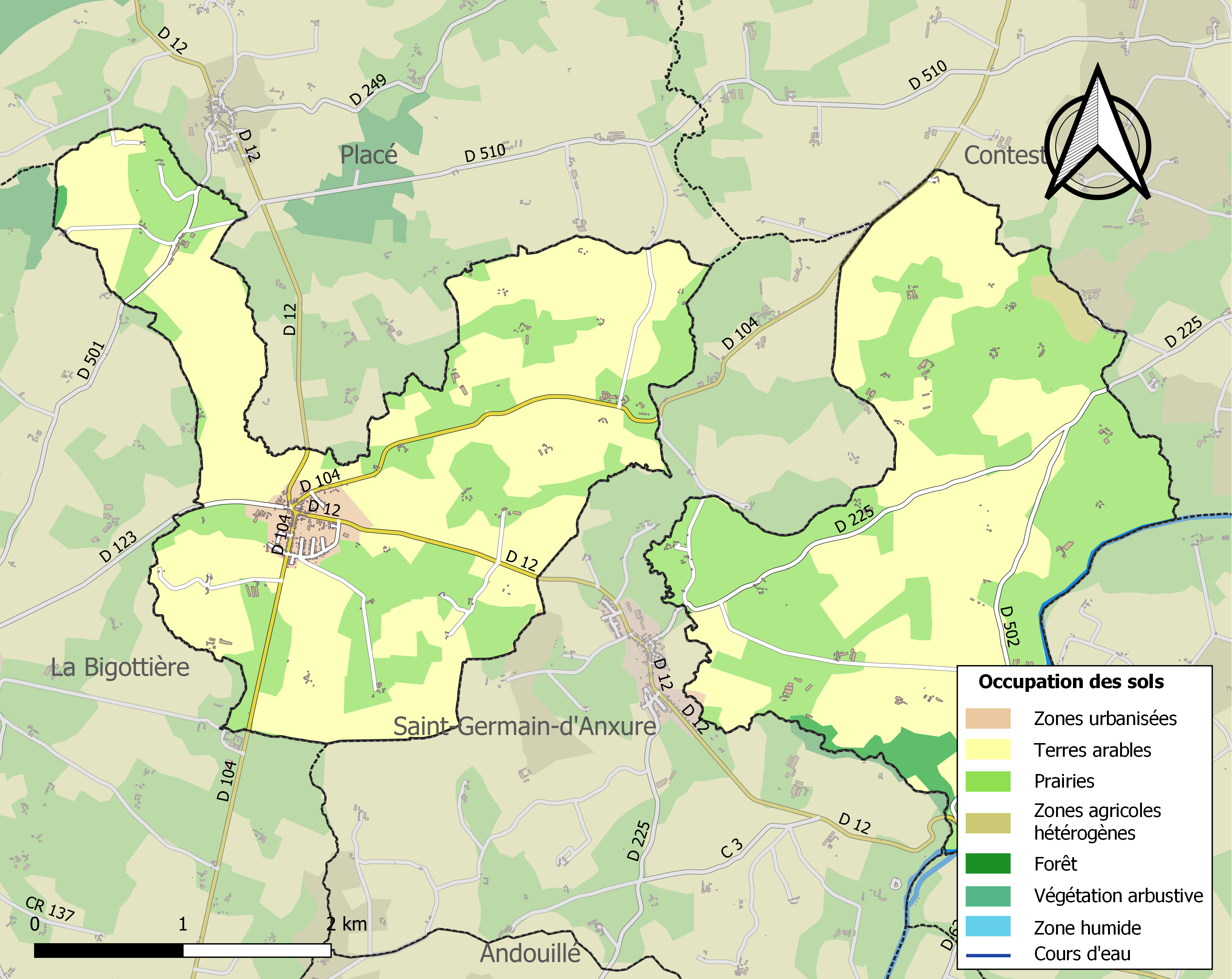
Carte des infrastructures et de l'occupation des sols de la commune en 2018 (CLC).

## Toponymie

### Attestations anciennes
- Presbyter de Alesain (1180)[13],
- Alesain (1180),
- Ecclesia de Alexiono (XVe siècle),
- Lexain (1577),
- Alexin (1680),
- Alessaim, Alexain (1777).

### Étymologie
La légende dit qu'Alexain doit son nom à une statue de la Vierge, découverte dans un hêtre avec un essaim d'abeilles. L'église fut construite à cet endroit et tout naturellement appelée Notre Dame à l'essaim et par la suite Notre Dame d'Alexain d'où le nom de la commune : Alexain.
D'après le dictionnaire de l'abbé Angot, l'origine de cette légende peut être attribuée à une fausse interprétation du nom d'Alexain qui viendrait du gaulois et signifierait « domaine d'Alisanos ».
Selon Xavier Delamarre, Alisanos serait un théonyme formé sur Alisia qui signifie alisier ou rocher (cf. vieil irlandais ail, rocher, grosse pierre). Le nom d'Alise et le dérivé hydronymique Alisontia ont la même origine.
| - Ardillère (l’) ou Hardillière, f. - Blanchardière (la), fief vassal du duché de Mayenne - Bordelière (la), f. - Brécinière (la) ou Bressinière, f. - Bricaudière (la), f. - Buissonnière (la) ou bussonnière, f. - Bussonnière du Houx (la), f. - Capelière (la), - Chalonge (le), f. - Chellerie (la), vill. - Chesnay (le), f. - Cocherie (la), f.; donne son nom a un ruiss. affl. de la Mayenne qui arrose aussi Saint-Germain-d'Anxure - Coulairie (la), f. - Créans-la-Motte, vill.; le min détruit a laissé son nom à une ferme - Davière (la), f. - Domaine (le), f.; donne son nom a un ruiss. affl. de celui de la Cocherie - Englècherie (l’) ou Anglécherie (l’), h. - Entredouzière (l’), f.; Lantredousière (Cassini) - Fay (le), f. - Fêterie (la), f. | - Feuillée (la), h. - Fosse (la), f. - Fromenterie (la), h. - Gandelay (le), f. - Gérardière (la), f. - Halleray (le), vill. - Hambers (le Bas), h.; Hambais (Cassini) fief vassal du duché de Mayenne, Moulin aujourd’hui détruit - Hambers, f. - Heurtrie (la) ou Heurterie, f. - Houellerie (la) ou Houllerie, f. - Jeusserie (la), f. - Lardière (la), h. - Largerie (la), f. - Livet (le), h. - Livet (le Petit), éc. - Maillardière (la), f. - Maison-Neuve-de-la-Marie (la), f. - Maison-Neuve-de-Marigny (la), f. - Malgallerie (la), - Malvoisine (Ruisseau de), ruiss. affl. de la Mayenne qui arrose aussi Andouillé - Marie (la), chât.; fief vassal de la châtell. de Laval | - Marigny ou Marigné, chât.; fief vassal du duché de Mayenne s’étendait sur Alexain, Placé, Saint-Germain-d'Anxure, Contest et La Bigottière - Masure (la), f. - Métairie (la), vill. - Métivage (le), f. - Mézeray (le), f. - Minerie (la), f. - Monchien (le Bas et le Haut), f. - Monnerie ou Mennerie (la), f. - Montgiroux, vill.; Gaufridus de Monte-Girulfi, 1241 (abb. de Savigny, Arch. nat. L 970); fief vassal du duché de Mayenne - Morinais (la), h. - Morinière (la), f.; donne son nom a un ruiss. affl. de celui de la Meslay - Motte-Crehen (la), fief vassal du duché de Mayenne - Moulin Neuf (le), - Pelardière (la), f. - Pommeraie (la), f. - Pont d’Anxure (le), - Primaudière (la), f. | - Quetterie (la), f. - Rabotinière (la), vill. - Radiveaux ou Radivaud, f. - Ravardière (la), f. - Reveux (le Grand et le Petit), h. - Rochellerie (la), vill. - Rocher (le), h. - Rongère (la), f. - Ruaux, h.; étang dessécher et moulin détruit en 1808 - Rubert, f. - Saulnerie (la), f. - Tannerie (la), éc. - Valette (la), f. - Vau-Martin, f. - Vieux-Créan (le), f. - Villette (la), f.;fief vassal du duché de Mayenne |

## Histoire

### Moyen-Âge
C'est sous le nom de Presbyter de Alesain, en 1180 qu'Alexain est mentionnée pour la première fois. En octobre 1433, ses habitants allèrent à Mayenne pour prendre des lettres de congé des Anglais.

### Temps modernes
La seigneurie paroissiale appartenait à la seigneurie de la Feuillée, une seigneurie située en bordure de la route qui relie Alexain à Andouillé, à 1,5 kilomètre de La Bigottière. Seigneur de Surgon et de Marigny, Jean de Fontenailles tenta bien d'élever des prétentions sur les droits honorifiques et sur le patronage de l'église vers les années 1615-1616. II en fut, bon gré mal gré, débouté en faveur de la dame de la Feuillée, Radegonde des Rotours, et dut se contenter de la seigneurie du grand cimetière.
Au cours du XVIIe siècle, elle reçut « par reconnaissance » le hameau de Montgiroux (qui appartenait alors à Saint-Germain-d'Anxure), à la suite d'une épidémie de peste qui décima les habitants de Saint-Germain-d'Anxure et de Contest. En effet, ces derniers ne reçurent le réconfort et le secours de la religion que grâce au dévouement du curé d'Alexain qui vint lui-même leur apporter les sacrements et les soulager.

### Époque contemporaine
En 1800, les administrateurs du département classèrent Alexain au nombre des communes où les Chouans ne purent jamais pénétrer.
C'est entre 1862 et 1864 qu'est rebâtie l'église Notre-Dame-de-l'Assomption d'Alexain par l'architecte Lemesle.
En 1871, un régiment de l'infanterie de marine occupa, au mois de janvier, les hauteurs qui dominent le passage sur la Mayenne et le pont de Montgiroux dont on allait allumer la mine pour le faire sauter quand arriva la nouvelle de l'Armistice.

## Politique et administration
René-Marin Bouillé, maire de 1840 à 1870, veuf et sans enfants, fit don du bâtiment de l'actuelle maison de retraite, fondée en 1857, ainsi que de trois fermes pour subvenir aux besoins de l'hospice qu'il y fonda en même temps que l'école des filles (tenue par les sœurs d'Evron). Il fut récompensé par Napoléon III de la Légion d'honneur. L'hospice était ouvert à tous les vieillards d'Alexain, quatre de Placé, deux de Saint-Germain-d'Anxure, et un de La Chapelle-au-Grain.

## Population et Société

### Gentilé
Le gentilité d'Alexain est Alexinois(e).

### Démographie
L'évolution du nombre d'habitants est connue à travers les recensements de la population effectués dans la commune depuis 1793. Pour les communes de moins de 10 000 habitants, une enquête de recensement portant sur toute la population est réalisée tous les cinq ans, les populations de référence des années intermédiaires étant quant à elles estimées par interpolation ou extrapolation. Pour la commune, le premier recensement exhaustif entrant dans le cadre du nouveau dispositif a été réalisé en 2006.
En 2022, la commune comptait 612 habitants, en évolution de +2,17 % par rapport à 2016 (Mayenne : −0,73 %, France hors Mayotte : +2,11 %).
| 1793  | 1800 | 1806  | 1821  | 1831  | 1836  | 1841  | 1846  | 1851  |
| ----- | ---- | ----- | ----- | ----- | ----- | ----- | ----- | ----- |
| 1 020 | 865  | 1 010 | 1 003 | 1 030 | 1 032 | 1 103 | 1 070 | 1 087 |

| 1856  | 1861  | 1866  | 1872 | 1876 | 1881 | 1886 | 1891 | 1896 |
| ----- | ----- | ----- | ---- | ---- | ---- | ---- | ---- | ---- |
| 1 045 | 1 046 | 1 009 | 940  | 937  | 888  | 803  | 741  | 717  |

| 1901 | 1906 | 1911 | 1921 | 1926 | 1931 | 1936 | 1946 | 1954 |
| ---- | ---- | ---- | ---- | ---- | ---- | ---- | ---- | ---- |
| 702  | 676  | 663  | 614  | 615  | 546  | 541  | 536  | 530  |

| 1962 | 1968 | 1975 | 1982 | 1990 | 1999 | 2006 | 2011 | 2016 |
| ---- | ---- | ---- | ---- | ---- | ---- | ---- | ---- | ---- |
| 503  | 468  | 433  | 410  | 418  | 402  | 450  | 594  | 599  |

| 2021 | 2022 | - | - | - | - | - | - | - |
| ---- | ---- | - | - | - | - | - | - | - |
| 610  | 612  | - | - | - | - | - | - | - |

### Éducation
L'école d'Alexain fait partie d'un regroupement pédagogique intercommunal (RPI) avec les écoles de La Bigottière et de Saint-Germain-le-Guillaume.

### Sport
L’Union sportive La Bigottière-Alexain est un club de football, né en 2009 de la fusion entre les clubs de deux communes mayennaises : La Bigottière et Alexain.

## Lieux et monuments
- Église Notre-Dame-de-l'Assomption.
- La stèle gauloise sise à la Pommeraie, sur la route de Mayenne, signalée en bordure de route.
- Pierres armoriées à l'entrée du cimetière.
- Croix votive à l'intérieur du cimetière.
- Le monument aux morts, devant l'église Notre-Dame-de-l'Assomption, sculpté en 1921 par Charles Henri Pourquet[27].
- L'Ehpad René-Marin-Bouillé fondé en 1857.
- Le hameau de Montgiroux sur la rivière Mayenne est un site touristique.
- Château de la Feuillée : il existe toujours, mais après avoir été saccagé pendant la Révolution française, il a été reconstruit en 1809 (sauf les servitudes du XVIe siècle, qui ont subsisté). Il a longtemps appartenu à la famille d'Orenge qui le possédait depuis le XIIe siècle.
- Château de la Guitterie.
- Château de la Marie.
- Château de Marigny
- Château de Montgiroux, propriété privée du XIXe siècle appartenant à la famille de Robien

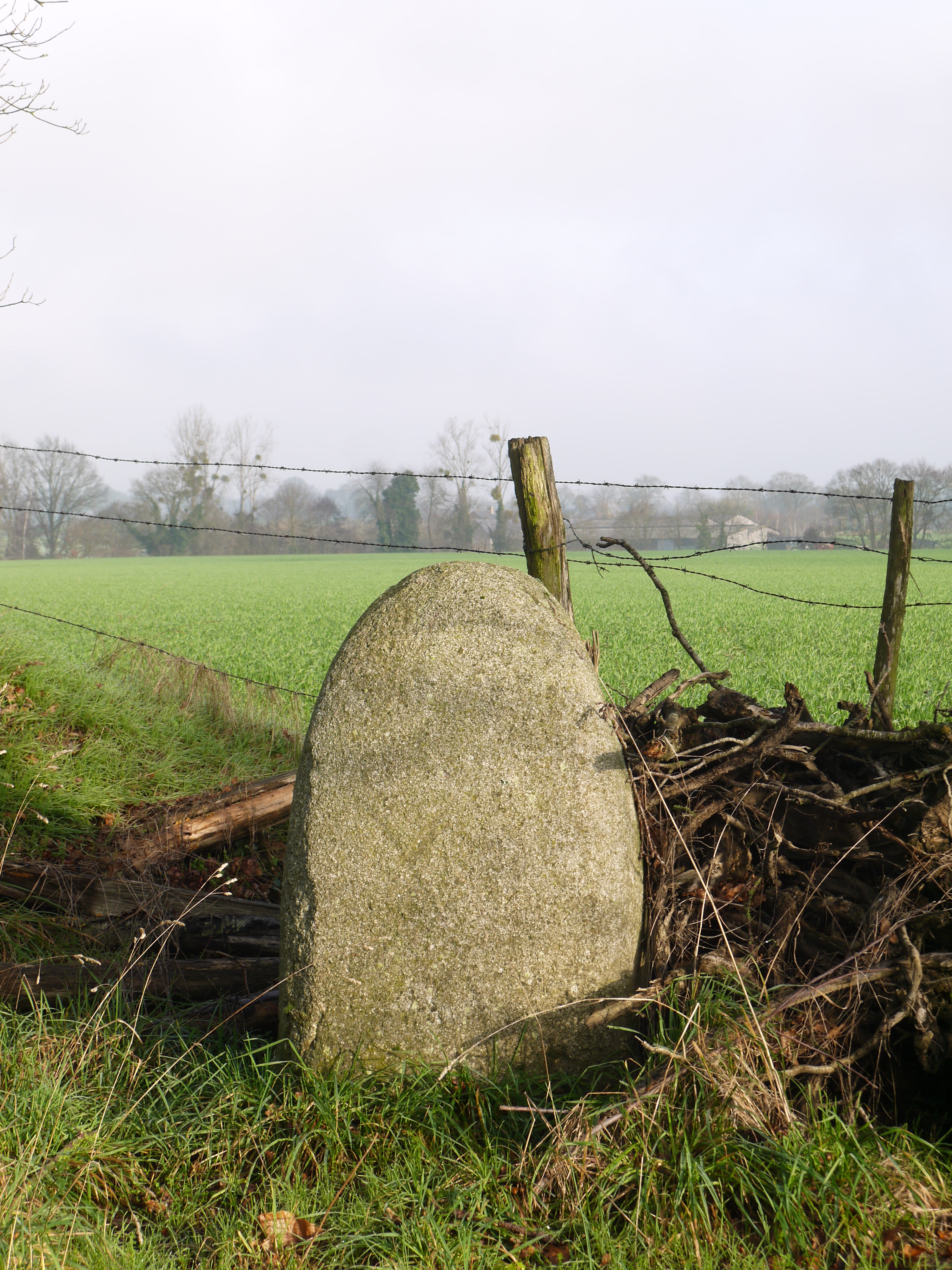
La stèle gauloise.
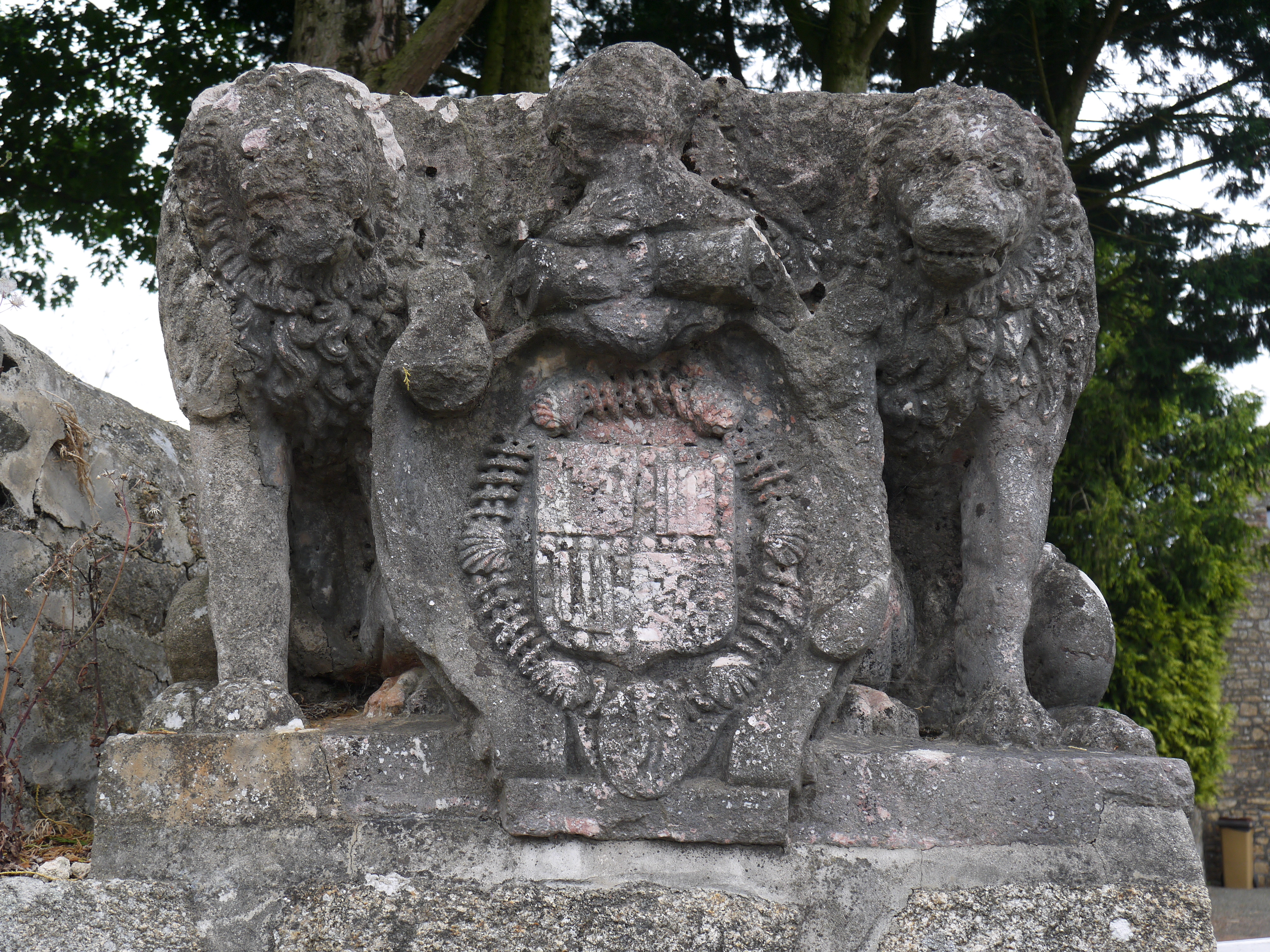
Pierre armoriée (pilier ouest).
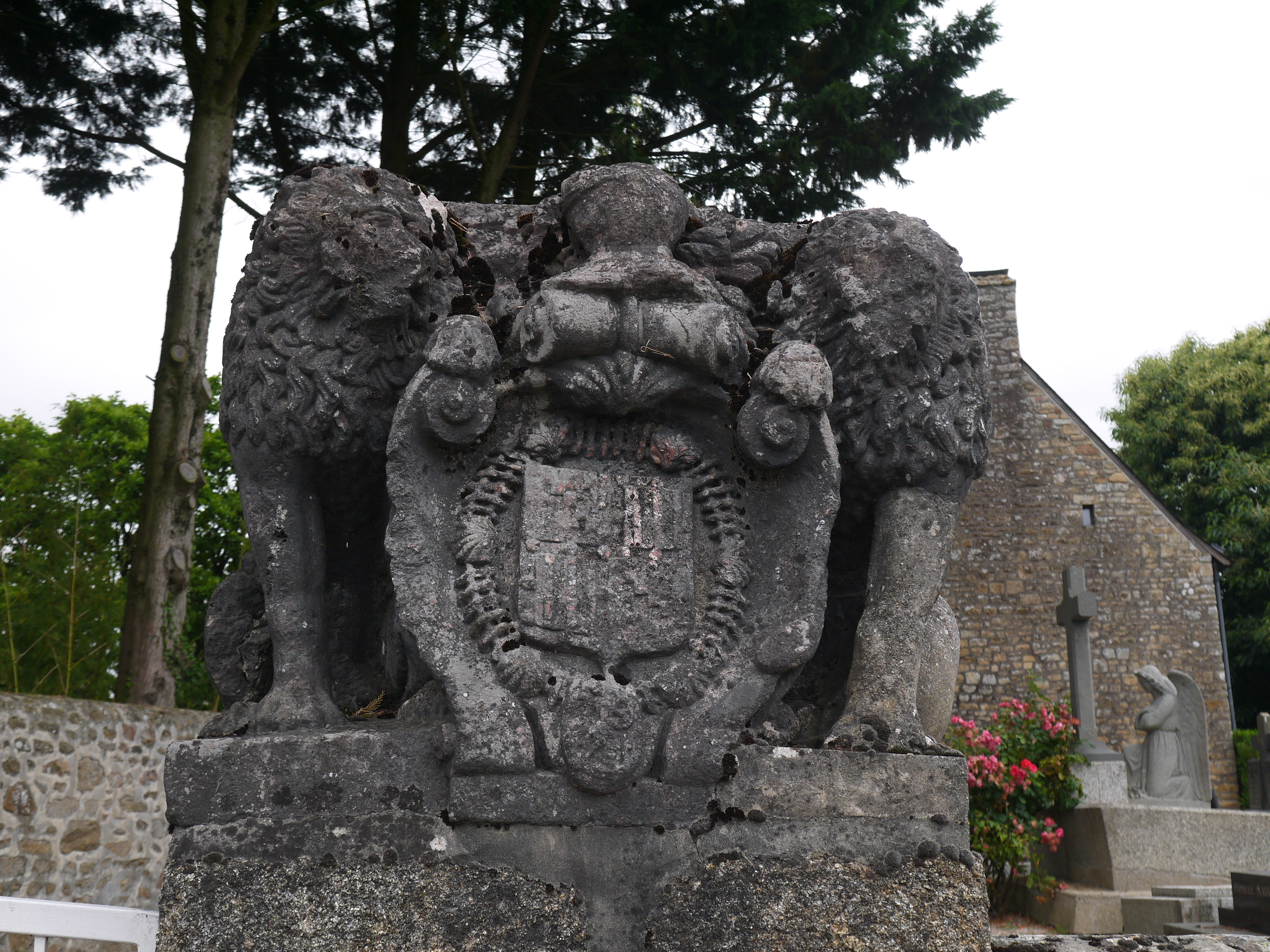
Pierre armoriée (pilier est).
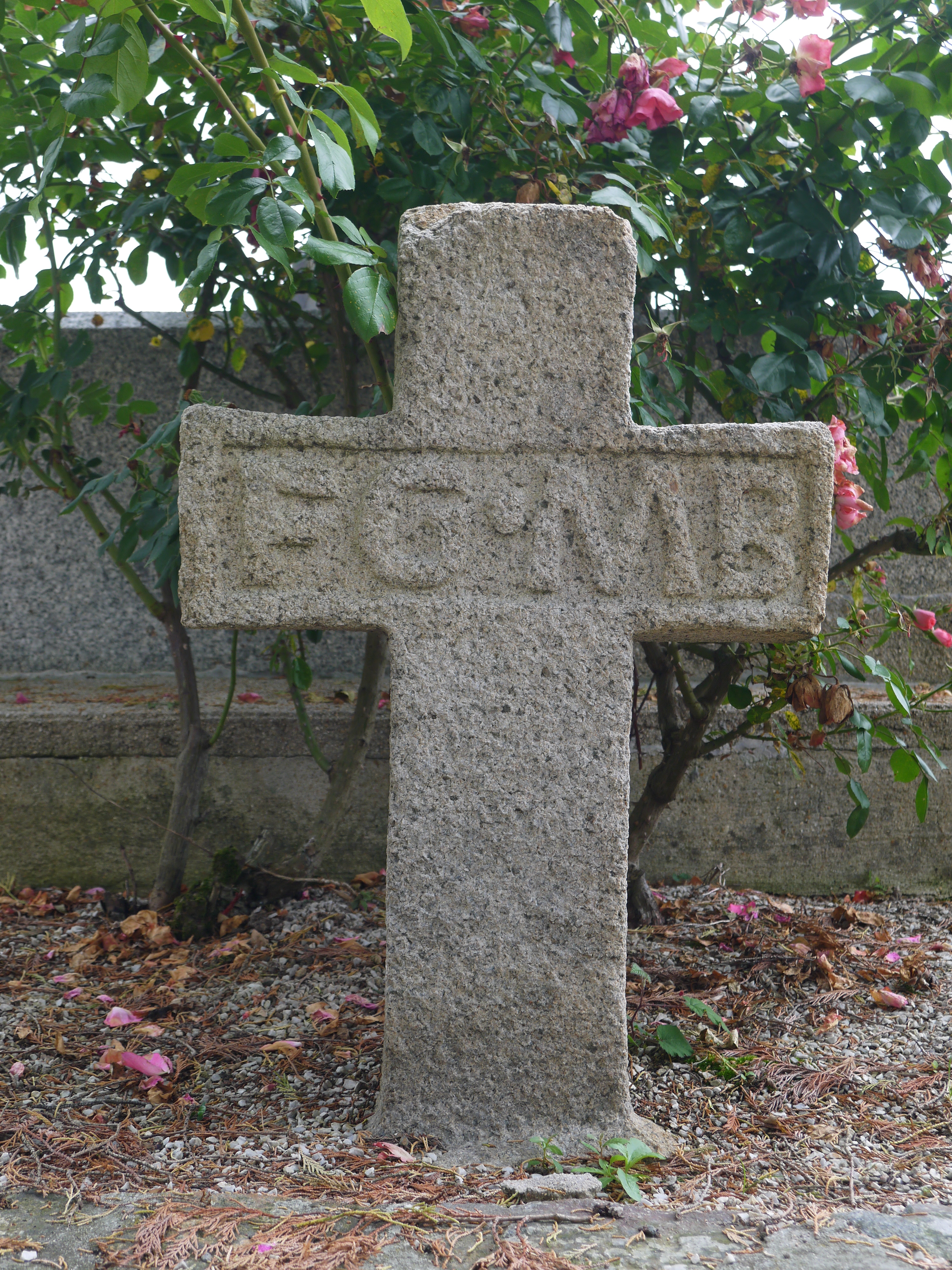
Croix votive

## Activité et manifestations
Avant la Pandémie de Covid-19 se déroulait la fête communale chaque premier weekend de juillet et qui se finissait le dimanche par une course à pied le matin, une course de brouette l'après-midi, des manèges et un spectacle gratuit le dimanche soir pour les habitants.

## Personnalités liées à la commune
- Charles Daniel (1854-1919), homme politique, maire de Gorron de 1905 à 1919, sénateur de la Mayenne de 1906 à 1919.

## Héraldique
| Blason de Alexain | Blason  | Parti d’azur et de gueules ; à une étoile d’argent, accompagnée de cinq abeilles d’or, aboutées par l’abdomen à chacune des pointes de l’étoile. |
| Blason de Alexain | Détails | Le parti d’azur et de gueules indique que le territoire de la commune est coupé en deux, ce qui est peu fréquent en France. Les couleurs choisies sont celles du département de la Mayenne. De plus l’azur symbolise les nombreux cours d’eau communaux dont la Mayenne et l’Anxure, alors que le gueules représente la couleur de la terre qui est travaillée depuis des temps immémoriaux. L’étoile est l’un des symboles qui représente la Vierge, sainte patronne de la paroisse sous le vocable de l’Assomption. Les abeilles associées avec l’étoile reprennent la légende d’Alexain où une statue de la Vierge a été découverte auprès d’un essaim d’abeilles. Les ornements sont deux gerbes de blé d'or, mises en sautoir par la pointe et liées de gueules, afin de rendre hommage au travail agricole. Le listel d'argent porte le nom de la commune en lettres majuscules de sable. La couronne de tours dit que l’écu est celui d’une commune ; elle n’a rien à voir avec des fortifications. Le statut officiel du blason reste à déterminer. |

## Sources
- Altitudes, coordonnées, superficie : répertoire géographique des communes 2012 (site de l'IGN, téléchargement du 24 octobre 2013)